# Perceptions EP
VersaEmerge EP é o segundo EP da banda de rock alternativo VersaEmerge e o primeiro com Sierra Kusterbeck como Vocalista. Gravado pela propria banda em 2008. Cópias fisicas deste EP são raras e normalmente procuradas pelos fans, semelhante ao The Summer Tic EP dos Paramore.

## Faixas
Todas as faixas escritas e compostas por VersaEmerge. 
| CD             |                                               |         |  |
| N.º            | Título                                        | Duração |  |
| 1.             | "Percipere"                                   | 0:31    |  |
| 2.             | "In Pursuing Design"                          | 4:01    |  |
| 3.             | "Consider the Sea"                            | 2:29    |  |
| 4.             | "The Reification of Notion (The Realization)" | 2:02    |  |
| 5.             | "The Authors"                                 | 3:18    |  |
| 6.             | "Clocks"                                      | 4:47    |  |
| 7.             | "New Frontier (The Awakening)"                | 1:57    |  |
| Duração total: | Duração total:                                | 17:05   |  |